# Улица Декабристов (Санкт-Петербург)
У́лица Декабри́стов — улица в Адмиралтейском районе Санкт-Петербурга. Проходит от Вознесенского проспекта до Набережной реки Пряжки.

## История наименования
История переименований:
- улица Декабристов (с октября 1918)
- Офицерская улица (1744 — октябрь 1918)
- Морская улица (20 августа 1739 — 1753)
- Приказная улица (20 августа 1739 — 1780)

Указом от 20 августа 1739 года улице были присвоены два названия: Приказная улица — от Вознесенской перспективы до современного Львиного переулка, и Морская — от Львиного переулка до Пряжки.

## История
Проложена в 1740-х годах. На месте д. 27—29 находилась тюрьма Литовский замок. Застройка XVIII—XX веков, архитекторы А. И. Лидериц, П. П. Жако, Л. Руска, А. Е. Штауберт, И. А. Меерзон, З. О. Брод, В. М. Черкасский, Н. А. Митурич, В. Д. Эксе, Н. Н. Башнин, М. Х. Дубинский, И. В. Экскузович и др.

## Здания
- Дом 1-3 — Максимилиановская лечебница
- Дом 11 — на здании расположена мемориальная доска Грину А. С., «В этом доме в 1921—1922 годах жил и работал известный советский писатель Александр Грин». 1986. Архитектор Бухаев В. Б. Гранит.
- Дом 22 — Консульство Армении.
- Дом 35 — Государственный университет им. П. Ф. Лесгафта. Основан в 1896 году. Первое в России учебное заведение физической культуры. Среди выпускников университета 118 олимпийских чемпионов.
- Дом 54А — Эстонская лютеранская церковь св. Иоанна.
- Дом 57 — на здании расположена мемориальная доска Блоку А. А., «В этом доме жил с 6 августа 1912 г. и умер 7 августа 1921 г. Александр Блок». 1946. Архитектор Смирнов Н. И. Мрамор.

### Несохранившиеся исторические здания
- Дворец культуры им. Первой пятилетки. Архитекторы: Митурич Н. А., Макашов В. П., Фейнберг М. Л., Горбачёв В. Стиль — сталинский неоклассицизм. 1929—1930 гг. и 1955—1956 гг. Ул. Декабристов, д. 34А, набережная Крюкова канала, д. 5х, Минский пер., д. 2 Уничтожен в 2005 году[2][3]. Снесён вместе с ещё несколькими соседними памятниками архитектуры. В настоящее время на месте этого здания расположена вторая сцена Мариинского театра.
- Жилой дом с фрагментом Литовского рынка. Архитектор Джакомо Кваренги. Стиль — классицизм. Лицевой двухэтажный флигель (1787—1789), дворовые 4/6-этажные флигели. Набережная Крюкова канала, 5. Фрагмент Литовского рынка. Уничтожен в 2005 году[2].
- Школа № 243. 1937 год. Уничтожена в 2005 году. Архитектор Троцкий Ной Абрамович. Стиль — сталинский неоклассицизм, четырёхэтажное здание. Набережная Крюкова канала, д. 5А[4] ул. Союза Печатников, д. 1[5].
- Доходный дом. Архитектор Шене В. И. 1902 год. Уничтожен в 2005 году. Минский пер., д. 4.

## Транспорт
- По улице Декабристов проходят участки маршрутов автобусов № 2, 3, 6, 22, 27, 50, 70.
- В пешеходной доступности (≈ 700 метров) от начала улицы Декабристов, расположены станции метро «Адмиралтейская», «Сенная площадь», «Спасская» и «Садовая».
- Ведётся строительство станции «Театральная».